# Zena nostra - 2ª raccolta
Zena nostra - 2ª raccolta è un album antologico pubblicato nel 1974.
Si tratta del seguito del precedente  Zena nostra - 1ª raccolta, uscito nello stesso anno.

## Tracce
Lato A
1. A l'ea unn-a figgetta (Merli, Darini)
2. Ti me piaxi (Castelli)
3. Il padrino (Usai, Belleno, Merli)
4. Cappelloi antighi (Usai, Belleno, Merli)
5. Olidin Olidena (Anonimo)

Lato B
1. L'ultimo tango (Zullo, Merli)
2. Foxe de Zena (Piccone)
3. Ca mae (Badino, A. De Scalzi)
4. Saluta Zena (Anselmi, Antola)
5. Festa a Boccadaze (Antola, Del Corso)